# Ashlee Simpson
Ashley Nicole Simpson (sinh ngày 3 tháng 10 năm 1984) là ca sĩ pop rock, nhạc sĩ kiêm diễn viên người Mỹ. Cô là em gái ca sĩ nhạc pop Jessica Simpson.

## Những năm đầu đời
Ashlee sinh ra tại Texas và lớn lên tại Richardson, Texas, ngoại ô của thành phố Dallas. Cô là con gái của ông Joe Truett Simpson (người quản lý hiện thời của cô) và Tina Ann Drew. Ashlee có một chị gái là Jessica Simpson.
Từ năm 3 tuổi, Ashlee đã học những điệu múa ballet đầu tiên. Đến năm 11 tuổi, cô trở thành học viên nhỏ nhất trong lịch sử trường School of American Ballet tại Thành phố New York. Trong thời gian này cô từng phải chịu đựng chứng biếng ăn và nhanh chóng bị sụt cân nghiêm trọng vì căn bênh này. Sau khi tốt nghiệp, Ashlee trở thành người múa minh hoạ cho Jessica trong các buổi biểu diễn. Sau khi gia đình chuyển đến Los Angeles, sự nghiệp diễn xuất của Ashlee bắt đầu. Từ những vai diễn nhỏ trong các film 7th heaven, Malcome in the middle, The hot chick, Ashlee nhận được các vai lớn hơn trong Undiscovered,...

## Album đầu tay và những thành công đầu tiên
Năm 2003, ca khúc Just let me cry của Ashlee được lấy làm nhạc film Freaky Friday của kênh Disney do Lindsay Lohan đóng. Sự nghiệp ca hát của Ashlee bắt đầu.
Năm 2004, Ashlee cho ra đời Album đầu tay của mình mang tên Autobiography. Trong Album này, Ashlee đã định hình cho mình một phong cách Punk Rock khá mới mẻ. Thật sự những bài hát trong album này đều khai thác khá triệt để cái chất giọng đặc biệt của Ashlee. Tuy xuất hiện với hình ảnh khá cá tính nhưng những bài hát của Ashlee không hề khó nghe. Các ca khúc chủ yếu là những bài sôi động luôn khiến người ta phải nhún nhảy theo. Có lẽ những bài hát như Autobiography, LaLa, Better Off, Love Me For Me là thể hiện rõ nhất cá tính muốn thể hiện mình của Ashlee. Bên cạnh đó thì vẫn còn những ca khúc sâu lắng thể hiện nỗi niềm của cô như Love Make The World Go Around, Shadow, Surrender, Unreachable, Undiscovered. Điều đấy có nghĩa là trong album không chỉ có một Ashlee phá cách trong âm nhạc và cảm xúc mà vẫn còn bóng dáng không thể xoá nhoà của một cô gái mới lớn với đủ sự nữ tính để chinh phục cả những người nghe đa cảm nhất.
Trước khi album ra đời, cô đã cho ra mắt single đầu tay Pieces of me và đạt được thành công vang dội, góp phần quảng bá cho album. Với album đầu tiên này, Ashlee nhanh chóng nhận được giải thưởng bạch kim với hơn 5 triệu bản bán được trên toàn cầu. Trong album này, Ashlee còn phát hành thêm 2 single là Shadow và La La. Tuy không thành công như Pieces of me nhưng 2 single này cũng giúp làm tăng thêm tên tuổi của cô gái mới 19 tuổi này.
Cùng thời gian này, Ashlee cũng thực hiện show thực tế về cuộc sống của mình là Ashlee Simpson Show. Show này được đón nhận nồng nhiệt và thu hút hơn 5 triệu người xem thường xuyên, góp phần đưa tên tuổi Ashlee lên đến đỉnh cao. Show này được phát 8 lần trong năm 2004 và 10 lần trong năm 2005).

## "Undiscovered" và album thứ hai
Đầu năm 2005, Ashlee được mời vào vai thứ chính Clea trong bộ phim điện ảnh Undiscovered. Tuy bộ phim không thành công như mong đợi, nhưng tài năng ca hát của Ashlee cũng đã được thể hiện phần nào bằng việc thể hiện hai ca khúc Undiscovered và Stupid in a smart way.
Tháng 10 năm 2005, Ashlee tiếp tục sự nghiệp ca hát bằng album thứ hai I Am Me. Album này tập hợp các ca khúc do Ashlee đồng sáng tác với các nghệ sĩ khác. Cũng giống như album trước, I Am Me cũng là sự pha trộn giữa pop và rock. Bản thân Ashlee cũng muốn album này gần gũi với album đầu tiên của mình. Tuy nhiên nó cũng có nhiều điểm khác biệt để tạo sự mới lạ hơn cho người nghe. Điều đầu tiên là I Am Me có phần chịu ảnh hưởng của âm nhạc những năm 80. Bởi theo như Ashlee thì cô rất yêu âm nhạc của thập niên 80: "Nó rất dịu dàng và tạo cảm giác vui vẻ". Đó cũng chính là điều Ashlee muốn đưa vào âm nhạc của mình. Điều khác biệt thứ hai đó là vol 2 này có phần "gây hấn" hơn Autobiography. Nó giúp người nghe thấy được rõ hơn style âm nhạc của Ashlee: Năng động và đầy tham vọng. Nhưng Ashlee cũng cố gắng tìm cho mình những âm thanh mới trong quá trình làm album, một ví dụ là ca khúc "Burning Up" được đánh giá cao
Lyric Album này phản chiếu phần nào kinh nghiệm cuộc sống của Ashlee đồng thời cũng cho thấy những cảm xúc không giống nhau ở những thời điểm khác nhau. Đặc biệt là hai bài hát "Catch Me When I Fall" và "Beautifully Broken" đề cập đến những cảm xúc của Ashlee khi "trượt ngã" tại chương trình "Saturday Night Live" (10/2004). Chính bởi "tai nạn" này mà Ashlee đã phải trả giá rất nhiều khi nhận được sự đả kích của rất nhiều phía. Ashlee nói về album: "Tôi cảm thấy rằng ai cũng có mặt tối và album này chính là sự gặp gỡ của bóng tối và ánh sáng trong tiềm thức". Ashlee cũng tâm sự rằng sở dĩ cô chọn tựa đề của album này I Am Me là vì "Tôi đã từng trải qua rất nhiều thăng trầm trong năm qua và dù có điều xảy ra đi chăng nữa thì tôi vẫn luôn biết mình là ai", ngoài ra Ashlee còn chia sẻ: "Chúng tôi đôi khi cảm thấy buồn nhưng chúng tôi cũng cảm thấy muốn đi nhảy và tham dự Party" 
Bên cạnh đó Ashlee tiếp tục khẳng định tính cách mạnh mẽ của mình qua những ca từ như "tôi không cướp bạn trai của cô, chính anh ta đã tìm đến tôi đấy chứ" trong single Boyfriend, hay "vì tôi là chính tôi, và tôi sẽ không phải thay đổi vì bất cứ ai" trong ca khúc chủ đề I Am Me. Với album này, Ashlee tiếp tục dẫn đầu Billboard tuy album chỉ bán được 3 triệu bản. Ashlee cũng phát hành thêm 3 single là Boyfriend, L.O.V.E và Invisible. Đặc biệt với L.O.V.E, Ashlee đã thành công vang dội trên các bảng xếp hạng uy tín như của Mỹ, Úc, Na Uy, TRL...

## Bê bối & Những tin đồn
Sau khi bắt đầu nổi danh, một sự cố trong âm nhạc đã khiến nhiều fan quay lưng lại với cô. Cuối năm 2004, Ashlee được mời tham gia chương trình Saturday Night Live. Tuy nhiên, vì sức khoẻ, Ashlee đã không thể hát live như dự tính và đã phải hát nhép theo một đĩa nhạc Lưu trữ ngày 21 tháng 4 năm 2013 tại archive.today. Khi bắt đầu biểu diễn, đĩa nhạc bài Pieces of me bị lỗi và Ashlee đã không thể tiếp tục. Tuy nhiên, sau sự cố này năm 2005, Ashlee vẫn quyết định tham gia lại chương trình và tìm được cảm hứng để viết nên 2 ca khúc: Catch me, When I Fall và Beautiful Broken.
Năm 2005 là năm nhiều tin đồn đến với Ashlee nhất. Khi cho ra đời ca khúc đầu tiên trong Vol 2, Boyfriend, Ashlee bị đồn là cướp bạn trai Wilmer Valderrama của Lindsay Lohan. Ca khúc này chính là lời đáp lại của Ashlee đối với lời buộc tội của Lohan rằng "I Don't steal your boyfriend" - "Tôi không cướp bạn trai của cô".
Tháng 10/2005, ngay sau khi tung ra album I Am Me, Ashlee lại phải đối mặt với báo giới khi cuốn băng ghi hình cô đang say rượu và có hành vi thô lỗ với nhân viên quán ăn McDonald ở Toronto (Canada)Ashlee Simpson, nhã nhặn sau những tai tiếng Lưu trữ ngày 3 tháng 10 năm 2015 tại Wayback Machine. Ashlee nói rằng đó là do nhân viên ở đó đã có lời nói xúc phạm đến cô và khiến cô tức giận.
Tiếp đến năm 2006, Ashlee phải chịu búa rìu của tạp chí Marie Claire về việc cô đi sửa mũiAshlee Simpson sửa mũi. Họ buộc tội Ashlee đã phát ngôn bịa đặt và giả tạo về việc cô nàng hoàn toàn chấp nhận những thiếu sót trên cơ thể mình bởi trước đó cô đã trả lời phỏng vấn Marie Claire về vẻ đẹp tự nhiên. Ashlee cho rằng việc sửa mũi làm cô cảm thấy tự tin hơn.
Ashlee cũng từng bị dư luận nghi ngờ đã từng đụng dao kéo ở ngực nhưng cô khẳng định mình không có ý định bơm ngực dù so với cô chị, bộ ngực của cô chẳng thấm vào đâu. Ashlee lên tiếng rằng "Tôi yêu bộ ngực của mình, nó thật hoàn hảo. Chị Jessica được trời phú cho vòng một lớn hơn tôi nhiều. Đàn ông khoái cái đó và thường xuyên dán mắt vào nó, nhưng thật phiền phức khi phải đeo tận hai cái rổ bóng trên ngực" Lưu trữ ngày 9 tháng 3 năm 2009 tại Wayback Machine
Năm 2006, Nick Carter tuyên bố mình đã từng có những thời khắc "vui vẻ" với Ashlee Simpson chỉ vì muốn trả đũa cô nàng Paris Hilton. Nhưng ngay lập tức Ashlee đã trả lời với báo giới rằng điều mà anh ta nói là nhảm nhí và cô đã "gần như chết ngất vì cười" khi nghe thấy điều đóAshlee Simpson 'bật lại' Nick Carter

## Vở nhạc kịch Chicago và những hợp đồng mới
Giữa năm 2006, Ashlee được mời vào vai chính Roxie Hart trong vở nhạc kịch Chicago, làm lại từ vở kịch kinh điển cùng tên tại sân khấu Broadway. Vai diễn của Ashlee Simpson là vai người phụ nữ hiểm độc Roxie Hart, đã "lỡ tay" bắn chết chồng mình, sau đó bị vào tù nhưng nhờ những thủ đoạn và mánh khóe, cô ta sớm được ra tù và nhanh chóng hòa nhập vào thế giới của những người nổi tiếng. Vở nhạc kịch đã thành công ngoài dự đoán. Trong hơn một tháng, các suất diễn tại nhà hát đều kín chỗ và kết thúc buổi diễn là những tràng vỗ tay liên tục dành cho Ashlee. Jessica Simpson đã khóc khi xem em gái mình trình diễn. Ashlee Simpson đã thổi một làn gió mới mẻ của miền Texas hoang dã lên sân khấu nhạc kịch ở London. Các báo ở Anh đều đưa tin với những bài như: "Cô gái Texas hâm nóng bầu không khí ở Anh"... Sau sự kiện này, tên tuổi của Ashlee bắt đầu được nhắc đến nhiều hơn ở Anh cũng như Châu Âu.
Sau khi về nước, Ashlee nhận được 2 hợp đồng quảng cáo cho 2 nhãn hiểu nổi tiếng là Victoria's Secret, hãng đồ lót nổi tiếng và Skechers, hãng chuyên sản xuất đồ phụ kiện dành cho đôi chân của chị em vào tháng 8/2006. Tạp chí Playboy cũng đề nghị 4 triệu đô nếu ashlee chịu làm người mẫu cho nhưng cô đã thẳng thừng từ chối vì không muốn mất đi hình tượng của mình.

## Album thứ ba
Ngày 21/4/2008 Ashlee chính thức phát hành album thứ 3 trong sự nghiệp ca hát của mình mang tên Bittersweet World. Đây là 1 album mang phong cách nửa punk-rock, nửa 80's, khá khác biệt so với hai album trước của cô. Trong album này, Ashlee cộng tác với khá nhiều nhà sản xuất danh tiếng như Timbaland, Chad Hugo, và Kenna, Album được miêu tả là một "bữa tiệc vui nhộn" và được giành trọn để viết về tình yêu của cuộc đời cô. Album đứng vị trí thứ 4 trên U.S. Billboard 200
Vào ngày 19/12/2007 vừa qua, Ashlee cũng đã phát hành single đầu tiên trích từ album này với tên gọi Outta my head (Ay ya ya) với sự hợp tác của Timbaland. Video của ca khúc này ra mắt vào tháng 12 và đã có đến hơn năm triệu lượt xem trên Youtube. Đây là một bài hát vui nhộn và sôi động và chịu ảnh hưởng của âm nhạc những năm 80, viết về tất cả những con người trong cuộc đời của cô.
Single thứ hai của Ashlee là Little Miss Obsessive được tung ra vào tháng 3, được miêu tả là một ca khúc Pop-Rock tiêu biểu cho dòng nhạc trước đây của cô. Bài hát được phát rộng rãi trên sóng radio nhưng Ashlee không thực hiện một video nào cho nó. Bài hát có sự góp giọng của thành viên ban nhạc Plain White T's - Tom Higgenson
Bài hát đứng vị trí 96 trong bảng xếp hạng U.S. Billboard Hot 100

## Hình ảnh và Cuộc sống riêng tư
Khi cho ra đời album đầu tay, Ashlee luôn xuất hiện với hình ảnh một cô nàng rock-chick với những trang phục cá tính nhưng không quá bụi bặm khi kết hợp, móng tay sơn đen kỹ càng và mái tóc sẫm màu cho thấy rõ sự khác biệt giữa cô và những nữ ca sĩ tóc vàng khác, đặc biệt là với cô chị Jessica. Đến album thứ hai, Ashlee càng chứng tỏ sự cá tính và nổi loạn của mình cùng với tuyên ngôn "I Am Me" bằng việc quay trở lại với mái tóc vàng thủơ nào vì theo Ashlee, cô cảm thấy không thật sự thoải mái với mái tóc đen. Năm 2008, không còn bóng dáng một Ashlee nổi loạn nữa, mà thay vào đó là một cô gái trưởng thành và nhạy cảm với những ca khúc mang đậm phong cách những năm 80. Ashlee chuyển sang một style thời trang mới nữ tính và ít Rock-chick hơn với mái tóc đỏ suôn dài tạo sự mềm mại và gợi lên một cách chuyển hướng mới về cuộc sống cũng như âm nhạc của Ashlee.
Cũng giống như những cô gái mới lớn khác, Ashlee có tới 7 hình xăm ở cổ tay và mắt cá chân. Hình xăm mới nhất là một bông hoa hồng ấn tượng ở một bên cổ tay vào đầu tháng 3/2008.
Tuy được bình chọn vị trí thứ 16 trong danh sách Hot 100 của tạp chí Maxim năm 2007 nhưng Ashlee chưa từng "cởi đồ" trên tạp chí nào. Thậm chí cô từng từ chối chụp ảnh trên tạp chí Playboy với giá 4 triệu USD.
Ashlee Simpson từng có thời gian qua lại với Josh Henderson được gần 2 năm nhưng mối tình này nhanh chóng chấm dứt trong tập đầu của The Ashlee Simpson Show. Sau đó, simpson bắt đầu hẹn hò với nhạc sĩ, ca sĩ Ryan Cabrera. Cô từng tham gia trong MV On the Way Down của Ryan. Cặp đôi này không bên nhau được lâu với lý do công việc và đi đến chia tay vào tháng 8 năm 2004.
Năm 2004, Simpson vướng vào tin đồn tình cảm với bạn trai cũ của Lindsay Lohan, Wilmer Valderrama nhưng anh chàng lên tiếng rằng chuỵện giữa anh và Ashlee không liên quan đến cuộc chia tay với Lohan.
Vào cuối năm 2006, sau khi kết thúc mối tình với tay guitar Braxton Olita (người bạn thân thiết trong 7 năm và cũng là thành viên trong ban nhạc của cô), Ashlee bắt đầu mối quan hệ bền vững với Pete Wentz, thành viên của ban nhạc đình đám Fall Out Boy và cả hai đã tiến tới hôn nhân vào 18 tháng 5 năm 2008. Simpson cũng tuyên bố sẽ lấy họ của Pete ghép vào tên của mình như một điều mà các cô dâu vẫn thường làm khi về nhà chồng. Vào ngày 20/11 vừa qua, Ashlee đã sinh cho Pete một bé trai kháu khỉnh có tên Bronx Mowgli Wentz

## Các giải thưởng đã đạt được
| Năm  | Tên sự kiện                      | Giải thưởng                                                 |
| ---- | -------------------------------- | ----------------------------------------------------------- |
| 2004 | Teen Choice Awards               | Choice Fresh Face Choice Song of the Summer: "Pieces of Me" |
| 2004 | Billboard Awards                 | Best New Female Artist Of The Year                          |
| 2005 | MTV Asia Video Music Awards      | Favourite International Breakthrough Artist                 |
| 2005 | RIAJ Gold Disc Award             | Newest Artist                                               |
| 2006 | TRL Awards                       | Bounce-Back Artist                                          |
| 2006 | MTV Australia Video Music Awards | Best Female Artist Best Pop Video: "Boyfriend"              |

## Tổng kết xếp hạng các single ở TRL
Các thông tin được lấy từ chương trình Total request live của MTV
| Năm phát hành | Tên single     | Thứ hạng cao nhất | Ghi chú        |
| ------------- | -------------- | ----------------- | -------------- |
| 2004          | "Pieces of Me" | #1                | 6 ngày tại #1  |
| 2004          | "Shadow"       | #2                | 1 ngày tại #2  |
| 2005          | "La La"        | #6                | 2 ngày tại #6  |
| 2005          | "Boyfriend"    | #1                | 3 ngày tại #1  |
| 2005          | "L.O.V.E."     | #1                | 10 ngày tại #1 |
| 2006          | "Invisible"    | #1                | 1 ngày tại #1  |